# Lemmings väg

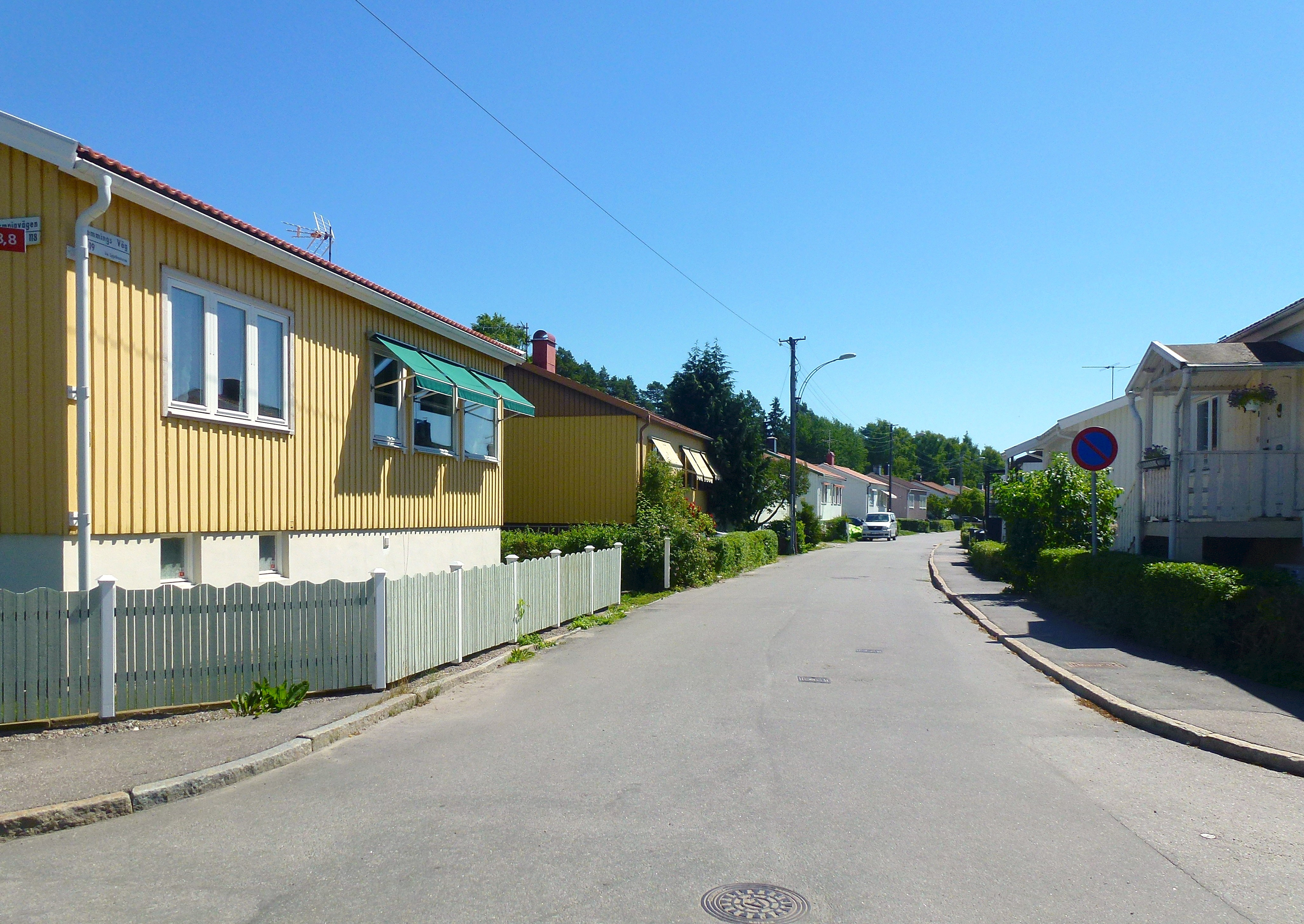
Lemmings väg, vy mot söder, juli 2015.

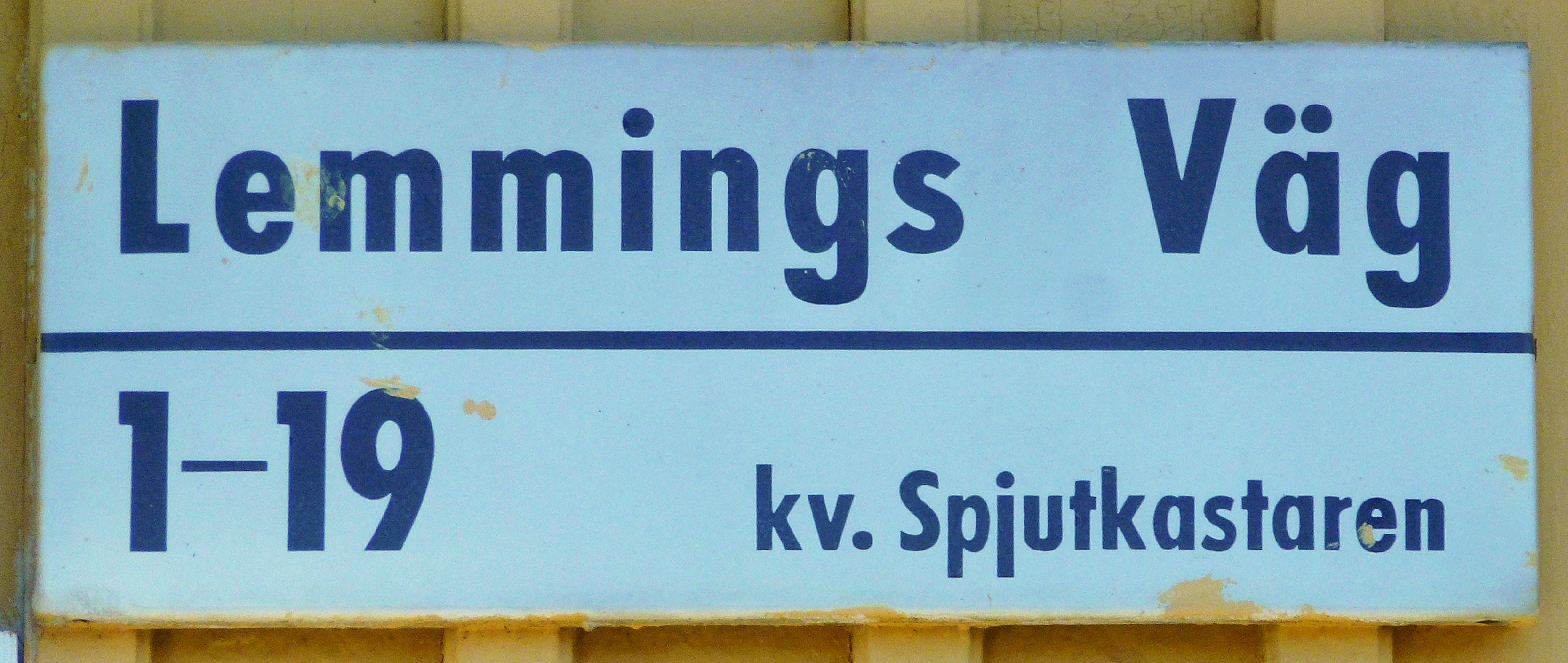
Gatuskylt.

Lemmings väg är en lokalgata i stadsdelen Tallkrogen i Söderort inom Stockholms kommun. Vägen är uppkallad efter Eric Lemming, den förste svenska olympiske guldmedaljören.

## Historik
Lemmings väg anlades 1933–1934 och är en av tre vägar i det så kallade olympiaområdet som uppkallades efter kända svenska idrottsprofiler. De andra vägarna är Lingvägen, uppkallad efter Pehr Henrik Ling, den ”svenska gymnastikens fader” och Victor Balcks väg efter Victor Balck, den ”svenska idrottens fader”. Övriga vägar i olympiaområdet faller under kategori ”idrott” och bär namn som Maratonvägen, Kulstötarvägen, Diskusvägen, Olympiavägen, Startvägen och Målvägen.
Lemmings väg sträcker sig längs områdets östra sida och går parallellt med Nynäsvägen. Bebyggelsen består av småhus som uppfördes mellan 1935 och 1945 med självbyggeri. Lemming var Sveriges första guldmedaljör i spjutkastning vid Olympiska sommarspelen 1906 i Aten och vid Svenska mästerskapen i friidrott 1904 tog han guld i kulstötning. Två av kvarteren längs Lemmings väg har fått det passande namnet  ”Spjutkastaren” respektive ”Kulstötaren”.